# Шандор Вереш
Ша́ндор Ве́реш (угор. Weöres Sándor, *22 червня 1913, Сомбатгей — †22 січня 1989, Будапешт) — угорський письменник і перекладач. Автор багатьох поетичних і прозових збірок, книжок з питань естетики в жанрі есе.

## Творчість
Перекладав твори російських (О. Пушкіна, М. Лермонтова), українських (Іван Франко, Леся Українка), грузинських (Шота Руставелі), англійських (Вільям Шекспір) та інших письменників.
Переклав 122 твори для Шевченкового «Кобзаря», що вийшов 1953 року в Будапешті. Серед них: «Причинна», «Катерина», «Гайдамаки», «Іван Підкова», «Кавказ», «Неофіти», «Ой чого ти почорніло», «Якби мені черевики», «Якби ви знали, паничі», «Ликері», «Світе ясний! Світе тихий». Попри те, що переклад здійснено не з оригіналу, а з російських пререкладів, «Кобзар» угорською мовою дає в основному правильне уявлення про характер лірики Шевченка.
В складі делегації угорських письменників був запрошений 1964 року до Радянського Союзу для участі у святкуванні 150-річчя з дня народження Тараса Шевченка. Про своє перебування в Україні й відвідання шевченківських місць розповів у газеті «Élet és Irodalom» (Життя і література), 29 серпня 1964). Автор «Варіацій на теми Шевченка», що складаються з трьох віршів: «Воїни-гайдамаки», «В казематі», «Кобзар» (надруковано у збірці поезій угорською мовою «Увертюра нового часу», Будапешт, 1967). Варешу належить також стаття «Шевченко» в журналі «Új Hang» («Новий голос», 1952, № 8).

## Список творів
Поезія
- Hideg van (1934)
- A kő és az ember (1935)
- A teremtés dicsérete (1938)
- Meduza (1944)
- A szerelem ábécéje (1946)
- Elysium (1946)
- Gyümölcskosár (1946)
- A fogok tornáca (1947)
- Bóbita (1955)
- A hallgatás tornya (1956)
- Tarka forgó (1958)
- Tűzkút (1964)
- Gyermekjátékok (1965)
- Merülő Saturnus (1968)
- Zimzizim (1969)
- Psyche (1972)
- Télország (1972
- Priapos (1950, опубл. посмертно в 2001)